# Чиполета (Болоња)
Чиполета (итал. Cipoletta) је насеље у Италији у округу Болоња, региону Емилија-Ромања.
Према процени из 2011. у насељу је живело 51 становника. Насеље се налази на надморској висини од 70 м.